# 新豐坦卡
47°19′14″N 32°12′15″E / 47.32056°N 32.20417°E
新豐坦卡（烏克蘭語：Новофонтанка），是烏克蘭的村落，位於該國南部尼古拉耶夫州，由巴什坦卡區負責管轄，始建於1917年，面積0.24平方公里，海拔高度11米，2001年人口88，人口密度每平方公里366.7人。